# Nu (1993)
Nu (título original: Naked) é um filme de tragicomédia negra britânico de 1993, dirigido por Mike Leigh. Seus protagonistas são David Thewlis, Lesley Sharp e Katrin Cartlidge.

## Sinopse
Depois de um encontro sexual com uma mulher casada em um beco em Manchester , que se torna uma violação, Johnny (David Thewlis) rouba um carro e foge de sua cidade natal para Londres para procurar refúgio na casa de sua ex-namorada, Louise (Lesley Sharp).
Johnny é um homem inteligente, educado e eloquente, mas com uma profunda amargura que sempre mantém o limite de uma conduta sádica. Em Londres, seduz a colega de apartamento de Louise, Sophie (Katrin Cartlidge), antes de embarcar em uma odisseia que compartilhará os seus dias entre pobres e desesperados personagens do submundo da capital do Reino Unido.
Durante seus encontros na sórdida Londres, Johnny expõe sua visão do mundo (que, em diferentes instâncias, parece ser fatalista, niilista ou transumanista) a todas aquelas pessoas que o escutem. Enquanto isso, na casa de sua ex-namorada, a presença do dono psicopata do edifício espreita do fundo.
Finalmente, este periplo pelos baixos fundos acaba quando Johnny sofre uma surra mãos de uns bandidos e deve voltar para a casa de sua ex-namorada, onde se encontra de volta a uma das companheiras do piso, que o obriga a sair e a lançar-se de novo ao mundo, como fez muitas vezes antes.

## Elenco
- David Thewlis como Johnny.
- Lesley Sharp como Louise Clancy.
- Katrin Cartlidge como Sophie.
- Greg Cruttwell como Jeremy G. Smart, também conhecido como Sebastian Hawk.
- Claire Skinner como Sandra, a enfermeira.
- Ewen Bremner como Archie, o escocês.

## Prêmios e nomeações
- Cinéfest: Melhor filme internacional (1993).
- Festival de Cannes (1993): Melhor diretor.
- Festival de Cannes (1993): Palma de ouro (indicado).
- Festival de Cannes: Melhor ator - David Thewlis (1993).
- New York Film Critics Circle Awards: Melhor ator - David Thewlis (1993).
- Toronto International Film Festival: Metro Media Award (1993).
- Evening Standard British Film Awards: Melhor ator - David Thewlis (1994).
- London Critics Circle Film Awards ALFS Award: Ator britânico do ano - David Thewlis (1994).
- A National Society of Film Critics Awards: Melhor ator - David Thewlis (1994).
- BAFTA Awards Alexander Korda Award de melhor filme britânico (1994) (indicado).
- Independent Spirit Awards: Melhor filme estrangeiro (1994) (indicado).